# Wir3
Wir3 (en français "Nous 3") est une version allemande du groupe de filles néerlandophones K3 qui reprend certaines chansons de K3 en traduisant les paroles en allemand.
Il existe une très grande ressemblance entre les deux groupes K3 et Wir3, similitude des chanteuses, ainsi que dans les chorégraphies et arrangements musicaux. Les chansons sont identiques, les textes ont seulement été traduits en allemand ou adaptés pour cette langue.
Le 14 mars 2008, sortie du premier album "WIR3" (CD et DVD).
L'album 2009 "Rainbow Stained" est le dernier de Wir3. Le site n'a pas été mis à jour depuis l'été 2010, et la dernière connexion sur le profil Myspace était le 27 décembre 2010.
Il y existait, à l'exemple de K3, une série de documentaires sur le groupe appelée  "Die Welt von Wir 3" ("Le Monde de Wir 3"), qui a été diffusé sur "Junior".
Comme sont modèle "De Wereld van K3" (Le Monde de K3), il s'agit d'une émission talk-show pour les enfants. Un magazine existe également.  
En mai 2012, le site de WIR3 a été fermé.
La chanteuse Linda Hesse a commencé en 2011 une carrière solo . 
Son premier titre, "Ich bin ja kein Mann" ("Je ne suis pas un homme") a été publié le 31 août 2012, en téléchargement ; son premier album "Punktgenaue Landung" ("Atterrissage de précision") est publié le 15 février 2013.

## Histoire
En 2007 les Studio 100 décident de former une nouvelle version du groupe K3, aux vues du succès de celui-ci aux Pays-Bas et en Belgique néerlandophone. 
L'Allemagne a été retenue par les similitudes entre les langues néerlandaises et allemandes, la langue allemande étant courante dans plusieurs pays d'Europe (Allemagne, Autriche, Suisse, Liechtenstein, Luxembourg et aussi une petite partie de la Belgique).

## Membres
À l'image de K3, Wir 3 est composé de trois filles, une blonde, une rousse et une brune : 
- une rousse : Lina Sasnauskaite,
- une brune : Linda Hesse,
- et une blonde : Vera Hübner.

## Média
- depuis 2008: Die Welt von Wir 3 (Le monde de Wir3) (diffusé sur Super RTL, produit par Studio 100)

## Discographie

### Singles
| Année | Titre           | Charts | Charts | Charts | Album          |
| Année | Titre           | GER    | AUT    | SWI    | Album          |
| ----- | --------------- | ------ | ------ | ------ | -------------- |
| 2007  | Heyah Mama      | 46     | 38     | 62     | Wir 3          |
| 2007  | Kuma He         | 58     | 48     | −      | Wir 3          |
| 2008  | Omi ist der Hit | 42     | 7      | −      | Wir 3          |
| 2008  | Liebeskapitän   | 81     | 44     | −      | Wir 3          |
| 2009  | Regenbogenbunt  | −      | 63     | −      | Regenbogenbunt |

### Albums
| Année | Titre          | Charts | Charts | Charts |
| Année | Titre          | GER    | AUT    | SWI    |
| ----- | -------------- | ------ | ------ | ------ |
| 2008  | Wir 3          | 45     | 2      | 52     |
| 2009  | Regenbogenbunt | 82     | 18     | −      |